# 創價學會
創價學會（日语：〔〕／ sōka gakkai ?）是源自日本的佛教系新興宗教團體，信奉妙法蓮華經，屬於法華信仰，成立於1930年，現為日本政府立案的宗教法人組織，為日本規模最大的新興宗教團體。總部位於東京信濃町，現任會長原田稔，名譽會長為池田大作。日本執政聯盟政黨之一公明黨即源自創價學會，創價學會也是公明黨最主要的支持者。
創價學會於1990年代初便與日蓮正宗總本山大石寺理念分歧而獨立出來，但依然被日本社會公認是信奉日蓮佛法的宗教團體。

## 学会理念
创价学会所持有的哲学思想可以归结于「人间革命」一词。根据这个概念所蕴含的意义，一个自发的内心变革，将对身外的环境造成正面的影响，并促进人类社会的成长。

## 標誌、旗幟
- 1977年3月，制定「八葉蓮華」為象徵標誌。
- 1988年依照池田大作的提案為以國際佛教旗為基礎制定「三色旗」為創價學會的旗幟。依靠旗杆的顺序开始使用了蓝、黃、紅這三種顏料三原色，蓝色代表「教育」黃色代表「文化」紅色代表「和平」之意。與羅馬尼亞國旗和乍得国旗相似，但有時中心部會加入學會的徽章和創價學園的校章。

## 歷史

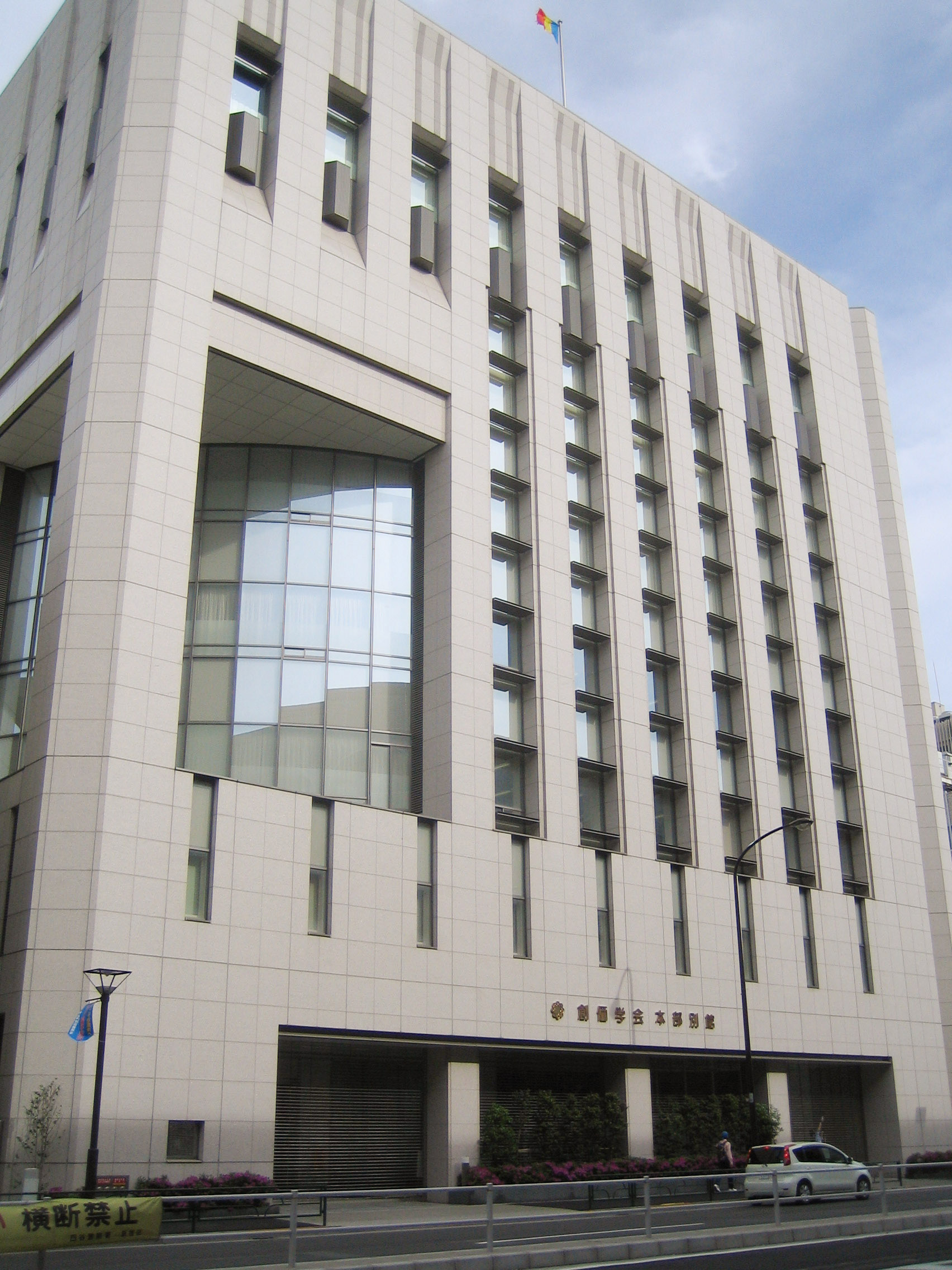
位於東京信濃町的創價學會本部別館

1930年11月18日，時任小學校長的牧口常三郎、戶田城聖以推進教育改革為目的創立了「創價教育學會」，致力教育改革，以日蓮大聖人的佛法使人自我改革成長、促進社會進步。
第二次世界大戰期間，創價教育學會受到軍政府壓迫，1943年6月包含牧口常三郎及戶田城聖在內的19名幹部遭以違反《治安維持法》及不敬罪逮捕。1944年11月18日，牧口常三郎死於獄中。
1945年7月，出獄的戶田城聖將創價教育學會改名為創價學會。
1952年8月27日，創價學會成為獨立的宗教。
1955年4月，創價學會為進入政界而派員參加日本第3次統一地方選舉，日本全國當選53人。
1957年7月，日本參議院大阪府補選舞弊事件，小泉隆、池田大作等47人遭逮捕；1962年判決無罪。
1958年4月，戶田城聖去世時，創價學會已有75萬戶的會員。
1960年5月，池田大作就任創價學會會長。
1961年11月，創價學會成立「公明政治聯盟」。
1964年5月，池田大作宣布成立政黨及進入日本眾議院。11月，公明政治聯盟改組為公明黨，成立宣言引用了日蓮的《立正安國論》，以「王佛冥合」、「佛法民主主義」為政黨宗旨。
1968年4月，創價學園成立，創價中學、創價高中開校。
1968年7月，東京都新宿區發生10萬選票被盜事件，14名偷取空白選票並冒用身分投票的創價學會成員遭逮捕，創價學會學生部共有八名幹部遭判刑，此為新宿替え玉事件。
1969年10月，言論出版妨害事件：明治大學教授藤原弘達準備出版的書《拿創價學會開刀》，因其內容有對池田大作的批判，出版遭到公明黨的施壓及妨礙。出版後同年12月，在日本共產黨黨報《赤旗報》刊載，鉅細靡遺指出田中角榮與創價學會妨礙藤原弘達的出版自由。影響所及，全國的媒體、政黨都被捲入這場大風暴。
1970年5月，池田大作對於言論出版妨害事件公開道歉，表明即日實行創價學會與公明黨的分離組織改革。6月，公明黨大會決議黨綱刪除「王佛冥合」、「佛法民主主義」，一些激進的創價學會信徒在日本共產黨書記長宮本顯治住宅中裝置竊聽器，即宮本顯治住宅竊聽事件。
1971年4月，創價大學開校。
1974年10月，妙信講70名男子部成員襲擊創價文化會館，與創價學會中負責警備的牙城會展開鬥毆；創價學會在請求警視廳出動後逮捕12名妙信講成員。12月，和日本共產黨締結「相互不干渉」、「共存」為主旨的「創共協定」。
1975年1月，創價學會在關島設立「國際創價學會」（SGI），池田大作就任會長。
1976年，創價學會提起刑事訴訟，控告日本月刊《月刊ペン》編輯長隈部大藏名譽毀損罪，即月刊ペン事件。
1977年5月，民社党中央執行委員長春日一幸寫信給公明黨中央執行委員長竹入义胜，質詢關於池田大作在國會的豪華專用設施一事。
1979年，池田大作辭任創價學會會長，改任名譽會長。北条就任創價學會第4代會長，森田就任理事長。此後會長的任期從終身制改成5年制。
1981年，北条去世，副會長秋谷就任第5代會長。
1991年3月，三菱商事的皮耶-奧古斯特·雷諾瓦畫作虛假交易事件，國稅廳為判明創價學會和富士美術館是否相關而前往質訊。
1992年11月，《創價新報》刊登偽造的日蓮正宗法主日顯被藝妓圍住作樂的照片，為此日蓮正宗提出告訴。於2004年2月24日，日本最高法院駁回日蓮正宗提出的上訴，撤銷他們提出的一切索償，了結了所謂的「藝妓照片事件」即偽造写真事件#経緯。
1993年12月，奧姆真理教計畫殺害池田大作，在創價大學校區噴灑沙林毒氣，造成牙城會數人受害，即池田大作沙林襲擊未遂事件。
1995年6月，創價學會的原女性會員信平信子聲稱遭池田大作多次性侵，對池田提出告訴；東京地方法院以「濫用訴訟權」宣判信平敗訴，此為「池田大作性侵訴訟」。
1999年12月，東京地方法院粉碎了日蓮正宗所聲稱的日顯與一群藝妓合拍的照片一事乃偽造之說法，判決駁回日蓮正宗要創價學會公開道歉、及創價學會禁用日顯與藝妓合派的照片的要求。
2002年4月，創價學會修改規定，將第1代會長牧口、第2代會長户田、第3代會長池田訂為「永遠的指導者」。
2006年11月，秋谷會長辭任，原田稔就任會長。
2010年11月，為了重建破舊的創價文化會館，創價學會宣布設立「創價學會總本部會館」，已於2013年11月完工。

## 國際創價學會
国际创价学会（英语：Soka Gakkai International，简称SGI）為创价学会成立的国际性伞性组织，于1975年成立，目前拥有超过一千二百万名会员，分布于全球192个国家和地区。
国际创价学会和各成员组织对创价学会信徒提供支持网络，其活动的性质与范围都融入当地的文化和社会背景。SGI亦为联合国的非政府组织（NGO）。SGI会员主动地参与多个小区节目来宣扬文化交流和了解不同人士，并舉辦文化藝術的活动来推廣世界和平，地球一家的理念。

## 关联团体
日本创价学会与国际创价学会有数个关联团体。其中多个是由国际创价学会会长池田大作创办的。这些团体的活动以促进和平、文化和教育为目的，开放给一般社会人士参与的。

### 东洋哲学研究所
「东洋哲学研究所」（英文：Institute of Oriental Philosophy，简称：IOP）1962年创办的非营利机构。它是以东方的学术、思想、哲学为中心，研究亚洲文化为目的学术机构。
研究所定期出版名为《东洋学术研究》的总合性学术刊物。

### 池田和平、教育、对话中心
「池田和平、教育、对话中心」（Ikeda Center for Peace, Learning and Dialogue）1993年创设，原名为「波士顿21世纪研究中心」，坐落在美国波士顿，至2009年改名。 该中心是举办各种研讨会，直接深入探讨和平、人权、环境、教育、文化等课题的机构。

### 户田纪念国际和平研究所
1996年2月设立，将和平理念及思想具体地实现。研究所主张以和平为手段，断绝战争，是一个追求和平的非谋利机构。

### 创价教育学校
1968年在东京小平市创办了包含中学和高中在内的「创价学园」，五年后的1973年又于大阪创立关西创价中学和高中。今天已发展出小学、中学、高中及位在美国加州和日本东京的两所大学。香港、新加坡、马来西亚、南韓和巴西等地都相继成立创价幼稚園。

### 创价大学
1971年，创价大学（简称创大）在东京郊区的八王子，校地87万平方公尺。
包括研究所和附属的创价女子短期大学（成立于1985年，课程为期两年）的学生人数在内，大学学生总数约为九千名（2008 年5月统计）。

### 美国创价大学
坐落于美国加州（California）亚里索维耶荷（Aliso Viejo）的美国创价大学（Soka University of America）是一所文科大学，其重点在于提供环境研究、人文科学、国际关系、社会与行为科学等方面的教育，也着重于培育学生的领导能力和世界公民的观念。

### 民主音乐协会
民主音乐协会（简称民音）于1963年创办，主要借音乐、艺术等文化交流，推进民众之间的互相理解。迄今和海外的文化交流已多达100个国家和地区。

### 东京富士美术馆
这座美术馆于1983年11月2日在东京都八王子市郊外，创价大学校区创设而成。「东京富士美术馆」收藏了超过30,000样东西洋绘画、板画、雕刻、陶瓷、武具、刀剑等艺术作品。

### 亚马逊生态研究中心
亚马逊生态研究中心（Amazon Ecological Research Center，简称AERC）位于亚马逊中区的巴西马瑙斯市郊。占地约54公顷，

## 构成
- 壮年部
  - 金城会
- 妇人部
  - 金葵會
- 男子部
  - 創價班
- 女子部
  - 芙蓉組
- 学生部
  - 未來部
  - 國中部
  - 高中部
  - 大學部

### 2016年現在的主要幹部（日本創價學會方面）
- 名誉会长：池田大作
- 会长：原田稔
- 理事长：長谷川重夫（日语：長谷川重夫）
- 主任副会长：池田博正、石嶋謙二、大場好孝、金沢敏雄、谷川佳樹、萩本直樹、原田光治、山本武

### 各部部长
- 壮年部長：谷川佳樹
- 婦人部長：永石貴美子
- 青年部長：志賀昭靖
- 男子部長：西方光雄
- 女子部長：大串博子

### 歷任會長
- 初代：牧口常三郎（1930年11月18日 - 1951年5月2日）
- 二代：戶田城聖（1951年5月3日 - 1960年5月2日） 遺族是脱會於創價學會
- 三代：池田大作（1960年5月3日 - 1979年4月23日、1979年4月24日起為名誉会长）
- 四代：北條浩（日语：北條浩）（1979年4月24日 - 1981年7月17日）
- 五代：秋谷荣之助（日语：秋谷栄之助）（1981年7月18日 - 2006年11月8日）
- 六代：原田稔（2006年11月9日 - 至今）

## 著名信徒
- 張麗善 [21]
- 胡瓜 [22]
- （Roberto Baggio，1967年2月18日－) 著名義大利足球運動員   [23]
- （Orlando Bloom）著名英國演員    代表作品《魔戒電影三部曲》《特洛伊：木馬屠城》、《王者天下》、《神鬼奇航》系列、《哈比人》系列 [24]
- 賀比·漢考克（Herbie Hancock）著名美國鋼琴家、樂隊指揮和作曲家   [25]
- 韦恩·肖特：著名美國爵士樂薩克斯風手
- 青山世磨（Seima David Aoyama）：日裔美國人，創價學會國際經理局長，九一一襲擊事件時之美國航空11號班機遇難乘客[26]。
- 阿吉仔